# スモレンスク戦争
スモレンスク戦争（ポーランド語: Wojna smoleńska；ロシア語: Смоленская война；、1632年 - 1634年）は、ポーランド・リトアニア共和国とロシア・ツァーリ国の間で戦われた戦争。
交戦は1632年10月、ポーランド・リトアニア共和国にスモレンスクを奪われたロシアが奪還しようとした事が原因だった。小規模な軍事衝突により両国は混戦状態に陥ったが、1634年2月のポリャノフカ条約の締結に従ってロシア軍の主要部隊は降伏した。ロシアはさらに20年間、ポーランド・リトアニアによるスモレンスク支配を認めていなければならなくなった。

## 背景
1632年、ポーランド・リトアニア共和国の国王ジグムント3世ヴァザが死んだ。連合共和国の貴族階級（シュラフタ）はすぐにジグムントの長男ヴワディスワフ4世ヴァザを新国王に選出したが、近隣諸国は共和国の弱体化の程度を調べるためにも、国王自由選挙の選出過程が長期化することを期待していた。スウェーデン王グスタフ2世アドルフは、モスクワ・ロシアとオスマン帝国に使節を派遣し、共和国を仮想敵国とする軍事同盟の結成を打診した。
共和国は戦争の準備が出来ていなかった。国王常備軍は3000人程の規模であった。スモレンスク守備隊は500人の精鋭から成り、国境地帯の守備兵の大半は職業軍人でも傭兵でもない、100人から200人程度の地元の有志たちであった。ロシアが戦争の準備をしていることに気付き、共和国議会（セイム）は1632年の春に、4500名の兵士を雇い入れた。1632年の夏頃までに、スモレンスク県の副知事（podwojewoda）だったサムエル・ドルツキ＝ソコリンスキは、総動員令による500人の地元志願兵、および2500人の常備軍とコサックをかき集めることが出来た。5月、セナト（共和国元老院）は軍隊規模の拡大を承認したが、リトアニア大ヘトマン（総司令官）のレフ・サピェハはこれに反対し、軍は現在の規模ですでに十分であるし、おそらく戦争は起きないだろうと発言した。しかし、リトアニア野戦ヘトマンのクシシュトフ・ラジヴィウは兵士を2000人増加させた。
ロシアは大動乱における荒廃からある程度回復しており、共和国は選挙王が死ぬと一時的に弱体化するだろうと予想していて、オスマン帝国やスウェーデンの出方を見ることなく単独出兵した。ロシアの狙いは、1618年にロシア・ポーランド戦争の休戦条約であるデウリノ条約によって、共和国へ割譲していたスモレンスクの支配権を回復することだった。当時スモレンスクはスモレンスク県の県庁所在地になっていたが、ロシアとポーランド・リトアニアにとっては長年の係争地帯であり、15世紀から17世紀まで何度も奪い合いが続いていた（モスクワ・リトアニア戦争）。この戦争の主唱者はツァーリの実父フィラレート総主教であり、総主教は宮廷内の反ポーランド派閥の指導者だった。ゼムスキー・ソボル（ロシア議会）は対ポーランド復讐と失地回復を鼓舞し、これを受けてロシア軍は西へと進軍した。

## 交戦

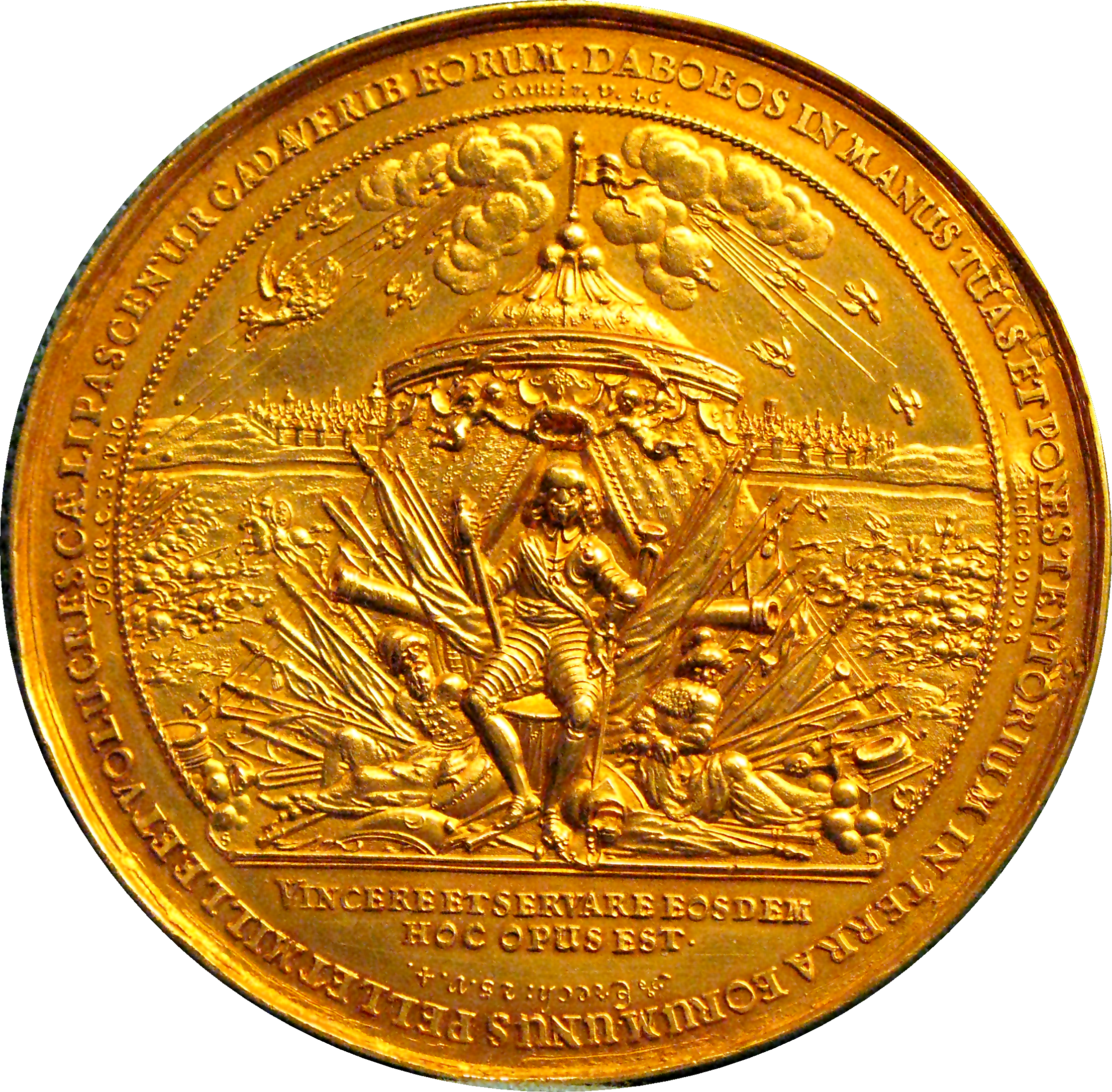
1634年のスモレンスクにおける、ヴワディスワフ4世のロシアに対する勝利を顕彰するメダル

ロシア軍は1632年10月初旬にリトアニア国境を突破した。同軍の準備は万全で、司令官には1609年から1611年のスモレンスク包囲でポーランド人から同市を防衛したミハイル・シェインが任じられていた。ロシア軍はいくつかの町と城を陥落させ、歴史的都市ドロゴブージを占領した1632年10月28日、シェインはスモレンスク包囲に取りかかった。
ロシア軍の規模は2万5000から3万、3万4500などと見積もられており、160の大砲を持ち込んでいた。以前と比べると、ロシア軍はかなり近代化されていた。マスケット銃を装備した歩兵隊（ストレリツィ）という伝統的な軍隊組織に飽き足らず、ロシア人達は装備を最新式にし、西ヨーロッパ・モデルの常備軍、竜騎兵、黒騎兵などに編成した軍隊を率いる外国人の指揮官に期待していた。シェインの軍隊には西欧化された1万4000から1万7000人の兵で構成される、8つの連隊が含まれていた。

### スモレンスク包囲
一方、スモレンスクにおけるポーランド・リトアニア共和国の軍隊は、スモレンスク県知事アレクサンデル・コルヴィン・ゴシェフスキの率いるスモレンスク守備隊（1600人、大砲170）であり、総動員令によって召集された地元貴族からなる1500人の強兵によって援護されていた。都市の要塞はイタリア式の堡塁に改良されたばかりだった。
シェインは城砦を包囲して都市の出入りを遮断した。トンネルと坑道を利用して、ロシア軍は市壁と市壁に備え付けられた塔の一つの連絡を切断した。大半が西ヨーロッパ製であるロシアの大型大砲は、1632年12月にスモレンスクに到着し、翌年3月に銃が届いた。予備の大砲による攻撃のあと、シェインは直接攻撃を命じたが、ポーランドの守備兵に撃退された。ところが包囲は続いて、スモレンスク要塞は破壊が進み、守備隊側は大量の死傷者と補給物資の不足に苦しんだ。1633年6月までに、一部の兵士は脱走を始め、残った兵士達も降伏について論じるようになった。
しかし、副知事サムエル・ドルツキ＝ソコリンスキの指揮下にある町は1633年を通じて持ちこたえ、一方で共和国では新王ヴワディスワフ4世が救援のための軍勢を組織していた。セイムは1632年10月30日にロシア軍侵入の報を聞き、11月には救出の見込みについて議論を始めた。結論を出すのは1633年の春まで遅れたが、セイムは公式に宣戦布告と軍隊を編成するのに必要な戦費の拠出（65万ズウォティで、これはヴワディスワフ4世の治世において最も高額な戦費であった）を認可した。編成された援軍はおよそ2万1500人の大軍であり、有翼驃騎兵24旗（ホロンギェフ、騎馬3200頭）、コサック騎兵と呼ばれる軽騎兵27旗（騎馬3600頭、コサックで構成されているわけではない）、黒騎兵10中隊（騎馬1700頭）、リトアニア連隊7隊（騎馬780頭）、竜騎兵7大隊（騎馬2250頭）、歩兵隊20隊（1万2000人）で構成されていた。1万人を超える歩兵隊は、それまでの共和国では滅多に見られなかった、西欧式に組織された新型軍隊だった。

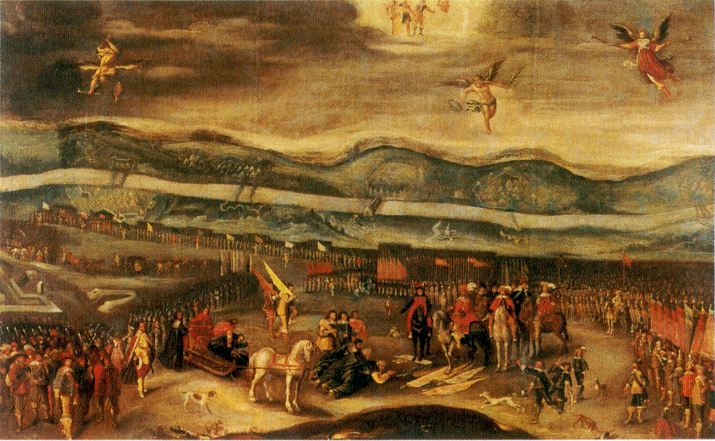
ミハイル・シェインの降伏

一方、リトアニア野戦ヘトマンのクシシュトフ・ラジヴィウとスモレンスク県知事のゴシェフスキは、オルシャからバユフ、クラシネと移動してスモレンスクから30キロの地点に野営地をおいた。彼らは1633年2月までに2000人の歩兵を含む4500人の兵士をかき集め、ロシア軍の包囲戦術を背後から叩くことにした。ヘトマンのラジヴィウ公は何度かロシア軍の戦列を突破し、兵士1000人と補給物資を送り込んで要塞を強化し、要塞内の士気回復に成功した。
1633年の夏までに、国王自身に率いられた2万5000にのぼるポーランド・リトアニア共和国の解放軍（歴史家パヴェウ・ヤシェニツァによると2万）はスモレンスク郊外に至り、1633年8月17日にはオルシャに到着した。1万4000の解放軍の主力部隊は9月初旬にスモレンスクへの進軍を始めた。一方、補充されたロシア軍は総力2万5000となった。1万人から2万人を数えたというティモフィイ・オレンダイコ率いるコサックの援軍は9月17日に到着し、共和国軍は数の上で優勢に立った。オレンダイコとマルチン・カザノフスキに率いられたコサック軍はロシア軍の戦列を突破し、ラジヴィウとゴシェフスキ麾下の共和国軍による包囲を崩すための攻撃に加勢した。
ヴワディスワフ4世の弟ヤン・カジミェシュが連隊の一つを指揮しており、また王冠領野戦ヘトマンのマルチン・カザノフスキも参加していた。共和国軍の近代化の立役者だったヴワディスワフ4世は、有能な戦略家としての才能を示し、彼の発案だった大砲の導入と要塞の西欧化は共和国軍に戦勝をもたらすことになった。国王は火縄銃をマスケット銃に変え、これを共和国軍に浸透させたことも、有効に作用した。
有翼驃騎兵を含む共和国の騎兵軍は、ロシア軍を追い詰めて塹壕から出られないようにした。烈しい戦闘の中で、共和国軍はだんだんとロシア軍の陣地を荒廃させ、包囲は9月下旬には最終段階を迎えた。1633年9月28日、共和国軍はロシア軍の主要な補給物資の管理地点を奪い取り、10月4日までに包囲は崩れた。
シェインの軍隊は主要な野営地に撤退したが、逆効果となって野営地は10月中旬に共和国軍によって包囲された。ロシア軍は援軍の到着を待ったが誰も彼らを助けには来ず、共和国軍とコサック軍の騎兵がロシア軍を後方から攻めて総崩れにするために送り込まれた。一部の歴史家はロシア軍のキャンプ内で意見の食い違いと内部対立が生じていたため、有効な応戦を展開できなかったと指摘している（ヤシェニツァはロシアの軍司令官と傭兵隊長パーカーの対立だとしている）。さらにロシアではこの時期、クリミア・タタールが南部国境地域に攻め込み、同地域から来ていた多くの兵士とボヤーレが故郷を防衛すべくロシア軍のキャンプから脱走した。また一部の傭兵も脱走して共和国軍に加わった。
シェインは1634年1月に降伏のための交渉を始め、2月までに交渉は完了した。1634年2月25日にロシア側は降伏文書にサインし、3月1日にキャンプを撤収した
（一部の研究者はシェインの文書調印の日が3月1日だったとする）。降伏文書によれば、ロシア軍は大砲の大半を残して撤退するよう取り決められたが、国王ヴワディスワフ4世の戦勝式典のあとで軍旗を持ち帰ることを許された。また彼らは今後3か月のあいだ共和国軍と交戦しないことも約束させられた。文書調印の時点ではシェインの軍隊はおよそ1万2000人いたが、うち4000人（大半が外国人だった）が離反して共和国に従った。

### その他の戦い
スモレンスク県の他のいくつかの都市も小規模な戦闘の舞台となった。ロシア軍は優勢に立っていた1632年にいくつかの重要な地点を占領したものの、主力軍と大砲のスモレンスクへの到着が遅れてしまい、結果として彼らは包囲とその後の戦闘を勝ち抜くのに必要な余力を失ってしまったと考えられている。1633年7月、ロシア軍はポラツク、ヴィエリシュ、ウシヴャト、オジェジシュチェの町を占拠した。ポラツクは特に都市と要塞の一部を奪ったロシア軍にとって激しい戦闘の舞台になった。しかしヴィチェプスクとムシチスラウへの共和国軍の攻撃には首尾よく撃退することが出来た。ポーランド軍はプティヴリを包囲したが、同盟者であるコサックの離脱によって失敗に終わった。
1633年秋、共和国軍は前年にロシア軍が占領してから物資補給ポイントとして重視していたドロゴブージを奪回した。この奪回事件は、この都市からシェインの軍隊に補給を行うというロシア側の計画を頓挫させたが、そもそも、ロシアは1634年1月までに補給計画遂行のために必要な強兵5000人を集めることが出来なかった。また同年の秋には、王冠領大ヘトマンのスタニスワフ・コニェツポルスキが共和国の南部国境でオスマン帝国の侵略軍を破り（ポーランド・オスマン戦争）、ロシアの都市セフスクを包囲していた。コニェツポルスキはこの町の要塞を落とせなかったが、この地域のロシア側の部隊を縛りつけ、北方のスモレンスクにいるロシア軍と合流するのを妨げた。
スモレンスクを1634年春に解放すると、共和国軍はベールイ（ビャワ）に向かい、3月下旬までに同市の郊外に到着した。ベールイ占領の試みは失敗に終わったが、共和国軍はヴャジマを奪うことが出来た。

## ポリャノフカ条約

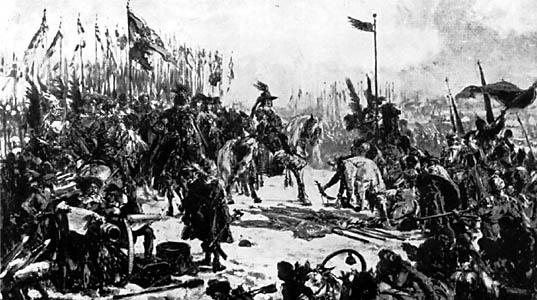
「スモレンスク要塞の解放後にスモレンスク郊外に立つ、馬上のヴワディスワフ4世」ヤン・マテイコ画、第2次世界大戦期に消失

1634年の春までに、ロシアはシェインの率いる軍隊が敗北しただけでなく、タタールに南部国境から攻め込まれることになった。フィラレート総主教は前年に没しており、彼の死によって戦争への熱意は薄れた。1633年の年末には、ツァーリ・ミハイルは紛争をどのように終わらせるかを考えるようになっていた。ヴワディスワフ4世は、かつてロシアのツァーリに選出されたことがあり、現在もツァーリ位への要求を続けていたため、戦争継続を望んでいた。一方で、ポーランド・スウェーデン間のアルトマルクの和議が失効する寸前であり、ロシア人と同盟してスウェーデンに攻め込むという考えも出された。しかし、最高権力機関であるセイムはこれ以上の紛争を望まなかった。プウォツク司教スタニスワフ・ウベンスキは、シェインの降伏の2週間後に記している、「私達の望みはこれまでの国境を維持すること、健康と福利を保障することである。両国は戦争の継続を望まなかったために交渉を始め、休戦協定ではなく「恒久和平」を結ぼうと考えた。
1634年4月30日に和議が開かれ、5月にはポリャノフカ条約が調印されて戦争は終結した。条約は領土の現状維持を確定し、ロシアが巨額の戦争賠償（2万金ルーブル）を支払い、その代わりにヴワディスワフはツァーリ称号を放棄してロシアのレガリア（王権の象徴）をモスクワに返還した。ロシアにとっては、係争中だった国境地帯に対する要求を取り下げることよりも、ヴワディスワフのツァーリ位への権利放棄の方がはるかに重要な問題だったと考えられる。ミハイルの正統性が完全に認められ、国内の安定に大きく寄与したからである。軍事的には敗北したものの、ロシアは外交上の勝利を得た。

## 結果
交戦した両国はどちらも西欧をモデルにした戦術、部隊編制、装備を導入したが、こうした面での革新度はロシアよりポーランド・リトアニアの方が進んでいた。しかし、ロシアの主な敗因はスモレンスクに大砲を持ち込むのが遅れたこと、ポーランドの騎兵隊によって物資補給ルートが断たれてしまったことであった。それでも、スケープゴートが必要とされた。ミハイル・シェインは副司令官のアルテミー・イズマイロフとその息子ヴァシーリーと共に反逆罪で告発され、1634年4月28日にモスクワで処刑された。
戦後、ヴワディスワフはロシアに国境付近の町セルペイスクを譲渡して、ツァーリに反スウェーデン軍事同盟に加わるよう要請した。しかしシュトゥムスカ・ヴィエシの和議の締結後、セイムはスウェーデンとの交戦を嫌い、国王の戦争計画に反対してこれを廃棄に追い込んだ。この同盟に何の利益も見出せないロシアは同盟締結に消極的で、ポーランドに同盟を提案することはなかった。
1634年、共和国はトルコ軍に最終的な勝利を収め、ポーランド・オスマン戦争を終わらせた。この戦勝はポリャノフカ条約とともに、17世紀初頭からほぼ絶え間なく続いてきた近隣諸国との戦争に終止符をうった。